# 린쥔셴
린쥔셴(중국어 정체자: 林俊憲, 병음: Lín Jùnxiàn, 1965년 3월 7일 ~ )은 타이완의 정치인이다. 2016년 타이난시 제4선거구 겸 2020년 타이난시 제5선거구의 입법위원으로 당선된다.